# Darfur Settentrionale
Il Darfur Settentrionale (in arabo شمال دارفور‎?, Shamāl Dārfūr) è uno dei quindici wilayat, o stati, del Sudan. È uno degli stati che compongono la regione del Darfur. Ha una superficie di 296.420 km² e la sua popolazione è di circa 1.583.000 persone (stima del 2006). La sua capitale è al-Fāshir.
Altre città importanti sono Kutum e Tawayla.
La storia del Nord Darfur è la stessa di quella della regione del Darfur.